# Mightor
Les Exploits de Mightor ou simplement Mightor (Mighty Mightor) est une série télévisée d'animation américaine en 36 segments de 7 minutes produite par le studio Hanna-Barbera et diffusée du 9 septembre 1967 au 6 janvier 1968 sur le réseau CBS.
En France, elle a été diffusée à partir du 6 janvier 1978 sur TF1 dans l'émission Restez donc avec nous, en 1980 dans Croque-vacances puis les années suivantes sur la chaîne Cartoon Network.

## Synopsis
Durant l'âge préhistorique, Tor, un jeune indigène et son dinosaure domestiqué Tog sauvent la vie d'un vieil homme. Ce dernier, pour récompenser Tor, lui offre une massue aux pouvoirs magiques. Lorsque Tor la soulève en criant Mightor, il se transforme en superhéros capable de voler avec une force herculéenne ainsi que Tog qui devient un dragon capable de cracher des flammes.

## Fiche technique
- Titre original : Mighty Mightor
- Titre français : Les Exploits de Mightor ; Mightor
- Réalisation : Joseph Barbera, William Hanna
- Scénario : David Scott, Ed Brandt
- Conception des personnages : Alex Toth
- Production : Joseph Barbera, William Hanna
- Sociétés de production : Hanna-Barbera
- Musique : Ted Nichols, Hoyt S. Curtin
- Pays d'origine :  États-Unis
- Langue : anglais
- Format : Couleur - 35 mm - 1,33:1 - son mono
- Nombre d'épisodes : 36 (1 saison)
- Durée : 7 minutes
- Dates de première diffusion :
  - États-Unis : 9 septembre 1967
  - France : 6 janvier 1978

## Distribution

### Voix originales
- Paul Stewart : Mightor
- John Stephenson : Pondo / Tog / Ork / Bollo
- Patsy Garrett : Sheera
- Norma MacMillan : Little Rock

### Voix françaises
- Roger Carel : Mightor / Pondo
- Sylviane Margollé : Sheera
- Jacques Torrens : Korg
- Francette Vernillat : Petit Rock

## Production
Diffusé aux États-Unis le samedi matin, Moby Dick and Mighty Mightor était un bloc de programmes de 30 minutes au sein duquel étaient proposés trois dessins animés : deux épisodes de Mightor et un épisode de Moby Dick qui sera diffusé en France séparément.

## Épisodes
1. Le Gardien des monstres (The Monster Keeper)
2. Les Hommes-tigres (The Tiger Men)
3. La Reine des serpents (The Serpent Queen)
4. Le Peuple oiseau (The Bird People)
5. Les Géants (The Giant Hunters)
6. Mightor rencontre Tyrannor (Mightor Meets Tyrannor)
7. Brutor le barbare (Brutor, the Barbarian)
8. Le Retour de Korg (Return of Korg)
9. Les Créatures des cavernes (Kragor and the Cavern Creatures)
10. Le Peuple éléphant (The Tusk People)
11. Les Gardiens (The People Keepers)
12. Les Créatures des neiges (The Snow Trapper)
13. Les Hommes-vautours (The Vulture Men)
14. L'Arbre aux nains (The Tree Pygmies)
15. Les Hommes de pierre (The Stone Men)
16. Charr et le Peuple de feu (Charr and the Fire People)
17. Le Culte des hommes des cavernes (Cult of the Cavebearers)
18. L'île des vampires (Vampire Island)
19. La Revanche de la reine des serpents (Revenge of the Serpent Queen)
20. Les Créatures des glaces (Attack of the Ice Creatures)
21. Les Scorpions (The Scorpion Men)
22. Rock et sa troupe (Rock and his Gang)
23. Le Grand Jour de Rok (A Big Day for Little Rok)
24. Les Marchands d'esclaves (The Sea Slavers)
25. La Tribu des Shamans (Tribe of the Witchmen)
26. Le Peuple plante (The Plant People)
27. Le Retour des Hommes-vautours (The Return of the Vulture Men)
28. Les Monstres de la montagne (Battle of the Mountain Monsters)
29. Le Maître de la tempête (Vengeance of the Storm King)
30. Le Guerrier légendaire (The Mightiest Warrior)
31. Rok à la rescousse (Rok to the Rescue)
32. L'Île aux dinosaures (Dinosaur island)
33. Le Village abandonné (The Missing Village)
34. L'Enlèvement (The Greatest Escape)
35. Un combat de géants (The Battle of the Mightors)
36. Le Rocher d'or (Rok and the Golden Rok)

## Autour de la série
Le personnage, extrêmement populaire en France à la fin des années 70, a eu droit à une version en bande dessinée dans le magazine Télé-Junior. De nombreux objets dérivés sont aussi apparus, comme une figurine à son effigie ainsi qu'une chanson en 33 tours de Noam.

## Produits dérivés

### DVD
L'intégralité des épisodes est sortie en coffret 2 DVD sous le titre Moby Dick and Mighty Mightor : The Complete Series dans la collection Hanna Barbera Classic Collection le 12 septembre 2011 chez Warner Archives. L'audio est en anglais avec les sous-titres également en anglais. Il est multi-zones bien qu'annoncé lisible en zone 1.

### Bandes dessinées
Deux albums sont parus en France dans la Collection Télé Junior.
- Mightor : La Loi de la jungle (album broché avec couverture souple plastifiée de 48 pages) dessiné par divers illustrateurs et contenant huit histoires dont cinq sans titres :
  - Sans titre
  - La Loi de la jungle
  - Sans titre
  - Les Nereis
  - Sans titre
  - La Chasse au Rhang
  - Sans titre
  - Sans titre
- Mightor : Le Peuple des ténèbres (album broché avec couverture souple plastifiée de 48 pages) dessinée là encore par divers illustrateurs et contenant huit histoires :
  - Le Peuple des ténèbres
  - Le Cyclope
  - Les Hommes Loup
  - Les Vikars
  - L'Enchaînement final
  - La Colère du ciel
  - Les Loups
  - Le Vol du bourdon